# David Goodis
David Goodis, né le 2 mars 1917, à Philadelphie où il est mort le 7 janvier 1967, est un écrivain américain de roman noir.

## Biographie
Issu du milieu juif de Philadelphie, David Loeb Goodis fréquente brièvement l'université de l'Indiana avant de terminer ses études en journalisme à l'université Temple en 1938. Peu après, il se trouve un emploi dans une agence de publicité et, pendant ses temps libres, rédige un grand nombre de nouvelles policières pour divers « pulps » américains. Il  publie son premier livre Retour à la vie (Retreat from Oblivion) en 1938.  À New York, où il déménage l'année suivante, il travaille comme scripteur dans le milieu de la radio.
Pendant la première moitié des années 1940, les éditeurs rejettent systématiquement ses manuscrits. En 1942, il se rend sur la côte Ouest et est engagé par les studios Universal. Il se marie à Los Angeles en 1943. Puis vient le succès en 1946 avec la publication de Cauchemar (Dark Passage). L'adaptation de ce récit en 1947, sous le titre Les Passagers de la nuit avec Humphrey Bogart et Lauren Bacall, lui permet de signer un lucratif contrat de six ans avec la Warner Bros, mais la plupart des scénarios qu'il écrit pour le studio ne dépassent pas l'étape de la rédaction. En outre, sa vie privée s'effrite et il divorce en 1948. De retour à Philadelphie en 1950, il s'occupe de ses parents et de son frère schizophrène, puis sombre dans l'alcool. Cette version de l'écrivain maudit relèverait toutefois de la légende d'après l'enquête biographique de Philippe Garnier.
Oublié dans son pays natal, David Goodis doit son succès en France à l'adaptation de plusieurs de ses livres au cinéma, notamment de Tirez sur le pianiste par François Truffaut en 1960, dont c'est le deuxième long-métrage.

## Œuvre

### Romans
- Retreat from Oblivion (1939) Retour à la vie, Paris, Clancier-Guénaud, 1985 ; réédition, Paris, Rivages, coll. « Rivages/Noir » no 67, 1989 ; réédition dans David Goodis, vol. 1, Paris, Librairie des Champs-Élysées, coll. « Les Intégrales du Masque », 1993
- Dark Passage (1946) Cauchemar, Paris, Gallimard, coll. « Série blême » no 3, 1949 ; réédition, Paris, Gallimard, coll. « La Poche noire » no 165, 1971 ; réédition, Paris, Gallimard, coll. « Carré noir » no 406, 1981 ; réédition, Paris, Gallimard, coll. « Bibliothèque noire », 1988 ; réédition, Paris, Gallimard, coll. « Folio » no 2266, 1991 ; réédition, Paris, Gallimard, coll. « Série noire » no 2510, 1998 ; réédition, Paris, Gallimard, coll. « Folio policier » no 265, 2002
- Nightfall  ou Convicted ou The Dark Chase (1947) La nuit tombe, Paris, Gallimard, coll. « Série blême » no 12, 1950 ; réédition, Paris, Gallimard, coll. « Série noire » no 1091, 1966 ; réédition, Paris, Gallimard, coll. « La Poche noire » no 138, 1971 ; réédition, Paris, Gallimard, coll. « Carré noir » no 307, 1979 ; réédition, Paris, Gallimard, coll. « Bibliothèque noire », 1988 Publié en français dans une traduction intégrale de Christophe Mercier sous le titre Nightfall, Paris, Payot & Rivages, coll. « Rivages/Noir » no 741, 2009  (ISBN 978-2-7436-1985-5)
- Behold This Woman (1947) La Garce, Paris, Fayard, 1981 ; réédition, Paris, LGF, coll. « Le Livre de poche policier » no 6029, 1985 ; réédition dans David Goodis, vol. 1, Paris, Librairie des Champs-Élysées, coll. « Les Intégrales du Masque », 1993
- Of Missing Persons (1950) La police est accusée, Genève, Ditis, coll. « Détective-club-Suisse » no 66, 1951 ; réédition, Paris, Ditis, coll. « Détective-club » no 35, 1951 ; réédition, Ditis, coll. « La Chouette » no 44, 1956 ; réédition, Paris, J'ai lu, coll. « Policier » no 42, 1965 ; réédition, Paris, LGF, coll. « Le Livre de poche policier » no 4226, 1975 ; réédition, Paris, Librairie des Champs-Élysées, coll. « Le Masque » no 1823, 1986 ; réédition dans David Goodis, vol. 1, Paris, Librairie des Champs-Élysées, coll. « Les Intégrales du Masque », 1993
- Cassidy's Girl (1951) Cassidy's girl, Paris, Fayard, 1982 ; réédition, paris, Édito-Service, coll. « Les Classiques du crime », 1982 ; réédition, Paris, LGF, coll. « Le Livre de poche » no 5938, 1984 ; réédition dans David Goodis, vol. 1, Paris, Librairie des Champs-Élysées, coll. « Les Intégrales du Masque », 1993 ; réédition, Paris, Alvik, 2009 ; réédition, Paris, Payot & Rivages, coll. « Rivages/Noir » no 938, 2013  (ISBN 978-2-7436-2650-1)
- Of Tender Sin (1952) Obsession, Paris, Clancier-Guénaud, coll. « Obsession », 1982 ; réédition, Paris, Clancier-Guénaud, coll. « Série 33 » no 15, 1988 ; réédition, Paris, Rivages, coll. « Rivages/Noir » no 75, 1989 ; réédition dans David Goodis, vol. 1, Paris, Librairie des Champs-Élysées, coll. « Les Intégrales du Masque », 1993
- Street of the Lost (1952) Rue Barbare, Paris, Clancier-Guénaud, coll. « Polar », 1980 ; réédition, Paris, Rivages, coll. « Rivages/Noir » no 66, 1989 Aussi publié en français sous le titre Épaves, Bruxelles, Gérard, coll. « Marabout BM » no 749, 1982 ; réédition dans David Goodis, vol. 1, Paris, Librairie des Champs-Élysées, coll. « Les Intégrales du Masque », 1993
- The Burglar (1953) Le Casse, Paris, Gallimard, coll. « Série noire » no 207, 1954 ; réédition, Paris, Gallimard, coll. « La Poche noire » no 78, 1969 ; réédition, Paris, Gallimard, coll. « Carré noir » no 316, 1979 ; réédition Paris, Gallimard, coll. « Folio » no 2490, 1993
- The Moon in the Gutter (1953) La Lune dans le caniveau, traduction de Danièle Bondil, Paris, Fayard, 1981 ; réédition, Paris, Clancier-Guénaud, 1981 ; réédition, Paris, Édito-Service, coll. « Les Classiques du crime », 1981 ; réédition, Paris, LGF, coll. « Le Livre de poche » no 5753, 1983 ; réédition dans David Goodis, vol. 1, Paris, Librairie des Champs-Élysées, coll. « Les Intégrales du Masque », 1993 ; réédition, Paris, 10/18, coll. « Domaine étranger » no 3866, 2006  (ISBN 2-264-04191-9)
- Black Friday (1954) Vendredi 13, Paris, Gallimard, coll. « Série noire » no 279, 1955 ; réédition, Paris, Gallimard, coll. « La Poche noire » no 35, 1968 ; réédition, Paris, Gallimard, coll. « Carré noir » no 328, 1979 ; réédition, Paris, Gallimard, coll. « Folio » no 2097, 1989 ; réédition, Paris, coll. « Folio policier » no 282, 2002 ; réédition dans une traduction révisée par Isabelle Stoïanov, Paris, Gallimard, coll. « Folio policier » no 279, 2016  (ISBN 978-2-07-077567-5)
- Street of No Return (1954) Sans espoir de retour, Paris, Gallimard, coll. « Série noire » no 288, 1956 ; réédition, Paris, Gallimard, coll. « La Poche noire » no 14, 1967 ; réédition, Paris, Gallimard, coll. « Carré noir » no 335, 1980 ; réédition, Paris, Gallimard, coll. « Folio » no 1850, 1987 ; réédition, Paris, coll. « Folio policier » no 37, 1999
- The Blonde on the Street Corner (1954) La Blonde au coin de la rue, Paris, Rivages, coll. « Rivages/Noir » no 9, 1986 ; réédition dans David Goodis, vol. 1, Paris, Librairie des Champs-Élysées, coll. « Les Intégrales du Masque », 1993
- The Wounded and the Slain (1955) Descente aux enfers, Paris, PAC, coll. « Red Label » no 3, 1977 ; réédition, Paris, Clancier-Guénaud, coll. « Polar », 1985 ; réédition, Paris, LGF, coll. « Le Livre de poche » no 6436, 1988 ; réédition dans David Goodis, vol. 1, Paris, Librairie des Champs-Élysées, coll. « Les Intégrales du Masque », 1993
- Down There ou Shoot the Piano Player (1956) Tirez sur le pianiste !, Paris, Gallimard, coll. « Série noire » no 379, 1957 ; réédition, Paris, Gallimard, coll. « Carré noir » no 85, 1972 ; réédition, Paris, Gallimard, coll. « Bibliothèque noire », 1988 ; réédition, Paris, Gallimard, coll. « Folio » no 2375, 1992 ; réédition, Paris, Gallimard, coll. « Folio policier » no 224, 2001
- Fire in the Flesh (1957) L'Allumette facile, Paris, Gallimard, coll. « Série noire » no 421, 1969 ; réédition, Paris, Gallimard, coll. « Carré noir » no 374, 1980 ; réédition, Paris, Gallimard, coll. « Folio » no 1826, 1987 ; réédition, Paris, Gallimard, coll. « Folio policier » no 139, 2002
- Night Squad (1961) Les Pieds dans les nuages, Paris, Gallimard, coll. « Série noire » no 691, 1962 ; réédition, Paris, Gallimard, coll. « Carré noir » no 387, 1981 ; réédition, Paris, Gallimard, coll. « Folio » no 2141, 1990 ; réédition, Paris, Gallimard, coll. « Folio policier » no 244, 2002 Publié en français dans une traduction intégrale de Christophe Mercier sous le titre Ceux de la nuit, Paris, Payot & Rivages, coll. « Rivages/Noir » no 760, 2010  (ISBN 978-2-7436-2043-1)
- Somebody's Done For ou The Raving Beauty (1967) La Pêche aux avaros, Paris, Gallimard, coll. « Série noire » no 1116, 1967 ; réédition, Paris, Gallimard, coll. « Carré noir » no 210, 1975 ; réédition, Paris, Gallimard, coll. « Folio » no 1801, 1987 ; réédition, Paris, Gallimard, coll. « Folio policier » no 16, 1998

### Nouvelles
- Beauté bleue - recueil de nouvelles sans équivalent en anglais - Paris, Rivages/Noir no 37, 1987 ; réédition dans David Goodis vol. 1, Paris, Librairie des Champs-Élysées, coll. Les Intégrales du Masque, 1994

## Filmographie

### Cinéma
- 1947 : L'Infidèle (The Unfaithful), film américain réalisé par Vincent Sherman, adaptation par Goodis de la nouvelle La Lettre de W. Somerset Maugham, avec Ann Sheridan, Lew Ayres et Zachary Scott
- 1947 : Les Passagers de la nuit (Dark Passage), film américain réalisé par Delmer Daves, adaptation du roman éponyme, avec Humphrey Bogart, Lauren Bacall et Agnes Moorehead
- 1956 : Section des disparus, film franco-argentin réalisé par Pierre Chenal, adaptation du roman Of Missing Persons, avec Nicole Maurey et Maurice Ronet
- 1956 : Poursuites dans la nuit (Nighfall), film américain réalisé par Jacques Tourneur, adaptation du roman éponyme, avec Aldo Ray, Anne Bancroft et Brian Keith
- 1957 : Le Cambrioleur (The Burglar), film américain réalisé par Paul Wendkos, scénario de Goodis d'après son roman, avec Dan Duryea, Jayne Mansfield et Martha Vickers
- 1960 : Tirez sur le pianiste, film français réalisé par François Truffaut, adaptation du roman éponyme, avec Charles Aznavour, Marie Dubois et Nicole Berger
- 1971 : Le Casse, film franco-italien réalisé par Henri Verneuil, adaptation du roman éponyme, avec Jean-Paul Belmondo, Omar Sharif et Dyan Cannon
- 1972 : La Course du lièvre à travers les champs, film franco-italien réalisé par René Clément, libre adaptation des romans Vendredi 13 et La Pêche aux avaros (David Goodis n'est pas crédité), avec Jean-Louis Trintignant, Robert Ryan et Lea Massari
- 1983 : La Lune dans le caniveau, film franco-italien réalisé par Jean-Jacques Beineix, adaptation du roman éponyme, avec Gérard Depardieu, Nastassja Kinski et Victoria Abril
- 1984 : Rue barbare, film français réalisé par Gilles Béhat, adaptation du roman Street of the Lost, avec Bernard Giraudeau, Christine Boisson et Jean-Pierre Kalfon
- 1986 : Descente aux enfers, film français réalisé par Francis Girod, adaptation du roman éponyme, avec Claude Brasseur, Sophie Marceau et Betsy Blair
- 1989 : Sans espoir de retour (Street of No Return), film franco-portugais réalisé par Samuel Fuller, avec Keith Carradine, Valentina Vargas et Bill Duke

### Télévision
- Sure as Fate, saison 1, épisode 12 : Nightfall, réalisé par Yul Brynner (diffusion le 12 décembre, 1950)
- Studio One, saison 3, épisode 46 : Nightfall, réalisé par John Peyser (diffusion le 9 juillet, 1951)
- Lux Video Theatre (en), saison 2, épisode 21 : Ceylon Treasure, réalisé par Buzz Kulik (diffusion le 14 janvier 1952)
  - saison 6, épisode 16 :  The Unfaithful, réalisé par Earl Eby (diffusion le 12 janvier 1956)
- Bourbon Street Beat (en), saison 1, épisode 33 : "False Identity", réalisé par William J. Hole Jr. (diffusion le 23 mai 1960)
- Suspicion, saison 1, épisode 26 : "An Out for Oscar", réalisé par Bernard Girard (diffusion le 5 avril 1963)
- The Edge, téléfilm américain réalisé par Nicholas Kazan, Luis Mandoki et Carl Schenkel (diffusion, le 23 août 1989)
- Fallen Angels, saison 2, épisode 2 : The Professional Man, réalisé par Steven Soderbergh (diffusion le 15 octobre 1995)

## Sources
- Jacques Baudou et Jean-Jacques Schleret, Les Métamorphoses de la chouette : Détective-club, Paris, Futuropolis, 1986 (ISBN 978-2-7376-5488-6), p. 77-81.
- Claude Mesplède, Dictionnaire des littératures policières, vol. 1 : A - I, Nantes, Joseph K, coll. « Temps noir », 2007, 1054 p. (ISBN 978-2-910686-44-4, OCLC 315873251), p. 855-857.
- Claude Mesplède et Jean-Jacques Schleret, SN, voyage au bout de la Noire : inventaire de 732 auteurs et de leurs œuvres publiés en séries Noire et Blème : suivi d'une filmographie complète, Paris, Futuropolis, 1982 (OCLC 11972030)
- Claude Mesplède, Les années "Série noire" : bibliographie critique d'une collection policière, vol. 1 : 1945-1959, Amiens, Editions Encrage, coll. « Travaux » (no 13), 1992 (ISBN 978-2-906389-34-2).
- Claude Mesplède, Les années "Série noire" : bibliographie critique d'une collection policière, vol. 2 : 1959-1966, Amiens, Editions Encrage, coll. « Travaux » (no 17), 1993 (ISBN 978-2-906389-43-4).